# Rosněnka průsvitná

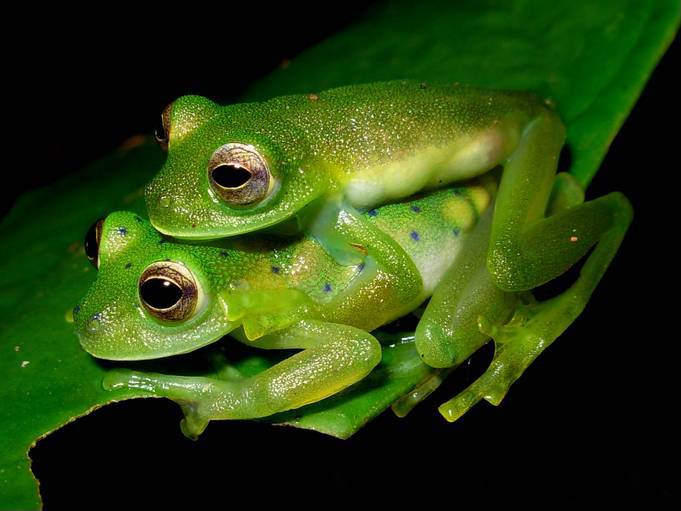
Páření

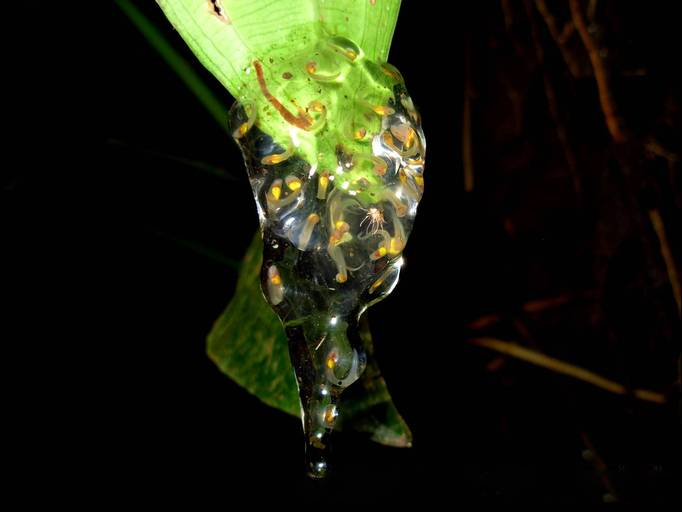
Pulci opouštějící hnízdo

Rosněnka průsvitná (Espadarana prosoblepon) je drobná, noční, zelená žába žijící na zemi i stromech ve vlhkých tropických lesích Nového světa. Patří mezi druhy s průsvitnou pokožkou, kterým se také říká skleněné žáby.

## Rozšíření
Vyskytuje se v původních lesích Střední a Jižní Ameriky, počínaje na severu Hondurasem přes Nikaragui, Kostariku, Panamu, Kolumbii a Ekvádorem na jihu konče. Obývá nevysychavé lužní lesy podél rychle tekoucích potoků a řek, od hladiny moře až do nadmořské výšky 1500 m.

## Popis
Hřbetní stranu má zbarvenou smaragdově zeleně s nepravidelnými černými skvrnami a břišní stranu žlutě, nohy a prsty jsou o málo světlejší než hřbet. Samec bývá dlouhý 21 až 28 mm a samice 25 až 30 mm. Hlavu má širší než delší, čenich krátký, oči velké a vypouklé, jejich světlé okraje (falce ocelli) mají tmavé skvrny. Oční duhovka je šedě stříbrná. Přes průhlednou kůži lze pozorovat tlukot srdce, práci žaludku a jsou vidět nazelenalé kosti i střeva obalená v bílé bláně. Tato průsvitnost je pokládána za ochranu před predátorem, neboť žába dobře splývá s podkladem. Mezi na koncích rozšířenými prsty nemají plovací blány. Samci i samice mají háčkovitý výstupek z pažní kosti, samci mívají větší a používají ho při zápasech.

## Způsob života
Jsou to dravé žáby vedoucí osamělý, noční život, které se pohybují jen po malém území, do vody okolo které žijí nevstupují. Jejich zdrojem potravy jsou hlavně drobní bezobratlí živočichové. Samci jsou teritoriální a bývají podél vodních toků od sebe vzdálení průměrně jen 3,2 m, své zabrané území ohlašují volání. Nejčastěji se ozývají z vyvýšených bidýlek na listech, hlavně v období dešťů od května do listopadu. Volání je rychlé a krátké, trvá 1,5 až 3 sec a ozývají se až 40krát za hodinu.
Samci při boji o území visí vzhůru nohama na vegetaci, zadními nohama se drží a předními spolu zápasí. Zápas trvá i 30 minut, poražený spadne na zem.

## Rozmnožování
Rosněnky jsou polygamní, samice i samci mohou mít více partnerů. Vajíčka jsou oplodňována mimo tělo samice. Doba páření probíhá od května do září, tehdy samci voláním lákají samice na svá území. K páření trvajícímu asi 3 hodiny dochází nástupem večera, kdy naskočí samec na samici v klasickém amplexu. Samice uvolní 20 až 50 vajíček, která jsou následně oplodněna tekutinou samce obsahující spermie. Za úsvitu samice přenese černá, asi 1 cm velká vajíčka do želatinových hnízd asi 5 cm velkých. Ta jsou přilepená na horní straně listů, větví nebo mechem obrostlé kamenech do výšky až 3 m nad vodou, tím péče o potomky končí. Po osmi až dvaceti dnech se z vajíček vylíhnou asi 12 mm velcí pulci a spadnou do proudící vody.
Pulci jsou podlouhlí, bočně stlačení a mají zakulacený ocas dvakrát tak dlouhý jako tělo. Zprvu jsou černí, později světle hnědí a na břiše někdy až červení. Do vody obvykle padají v období velkých dešťů, kdy se v kalné vodě lépe zamaskují. Ústy naspodu hlavy se přidržují v prudkém proudu. Zprvu se živí řasami, planktonem a postupně i drobnými živočichy, později i jinými pulci.
Ve vodě prodělají metamorfózu a po dosažení dospělosti se vrátí do pozemního stanoviště podél vodního toku. Ve volné přírodě se dospělé žáby dožívají průměrně 4 roků, nejvýše asi 5 let. Občas bývají napadány houbou Batrachochytrium dendrobatidis, která ničí jejich kůži, ovlivňuje hladinu keratinu v pokožce a brání tak difuzi vzduchu a způsobuje jejich smrt.

## Ohrožení
Rosněnka průsvitná je široce rozšířena, mívá velké počty potomků a dožívá se poměrně dlouhého věku. Jejich populace nevykazuje žádný pokles a je považována za poměrně stabilní. Do budoucna může být ohrožená potenciální těžbou dřeva a přeměnou lesů na zemědělsky využitelná území. IUCN jsou hodnoceny jako málo dotčený druh (LC).